# 唐國相
唐國相（1502年—？），字舜舉，號鶴坡，直隸松江府上海縣人，明朝政治人物。

## 生平
嘉靖十年（1531年），以順天府學增廣生中式辛卯科順天府乡试第六十三名舉人，嘉靖十一年（1532年）聯捷壬辰科会试第六十二名，廷试二甲二十八名進士，工部觀政，授工部主事，升署员外郎，十五年二月升通政使司右参议，十六年八月升本司左参议，二十年十月升右通政，轉左通政，三十一年九月以子熙敬为仇鸞党羽，冒夺军功，被锦衣卫逮捕，杖于闕下，黜为民。

## 家族
曾祖唐海。祖父唐榮。父唐英。母徐氏。兄國棟、弟國柱。